# Sallatsaralia
Sallatsaralia (Aralia cordata) är en araliaväxtart som beskrevs av Carl Peter Thunberg. Aralia cordata ingår i släktet Aralia och familjen Araliaceae.

## Underarter
Arten delas in i följande underarter:
- A. c. cordata
- A. c. sachalinensis

## Bilder

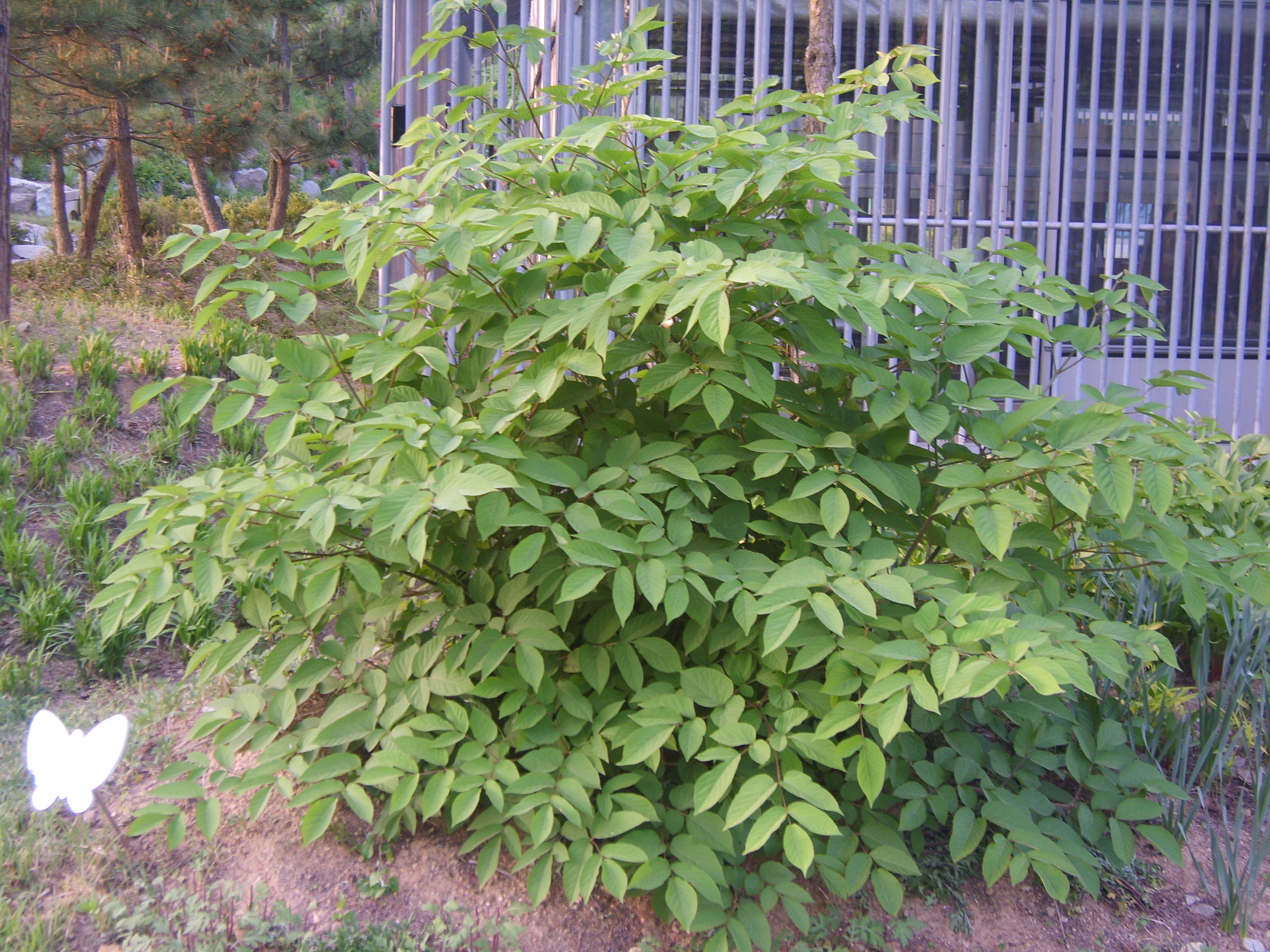
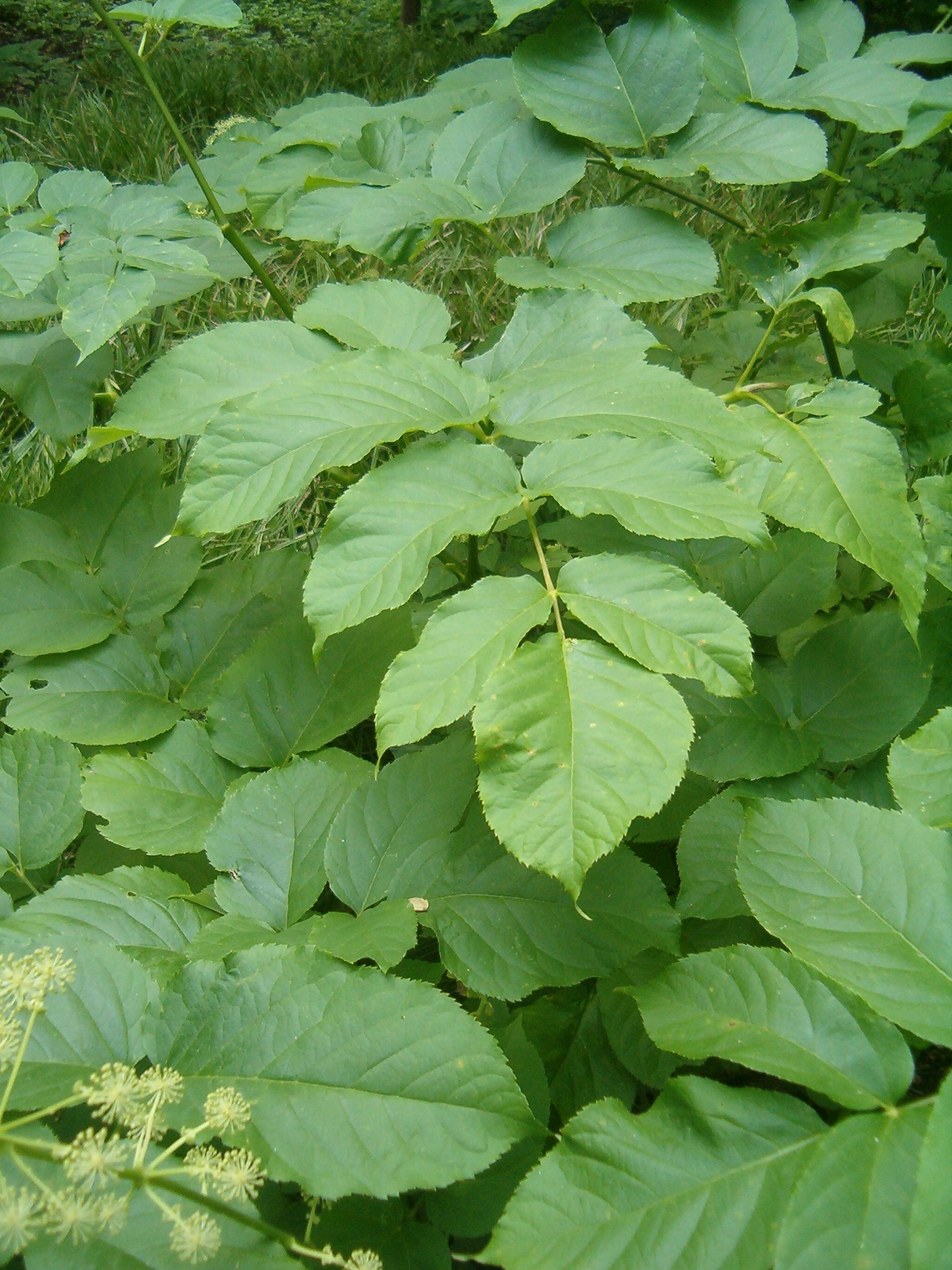
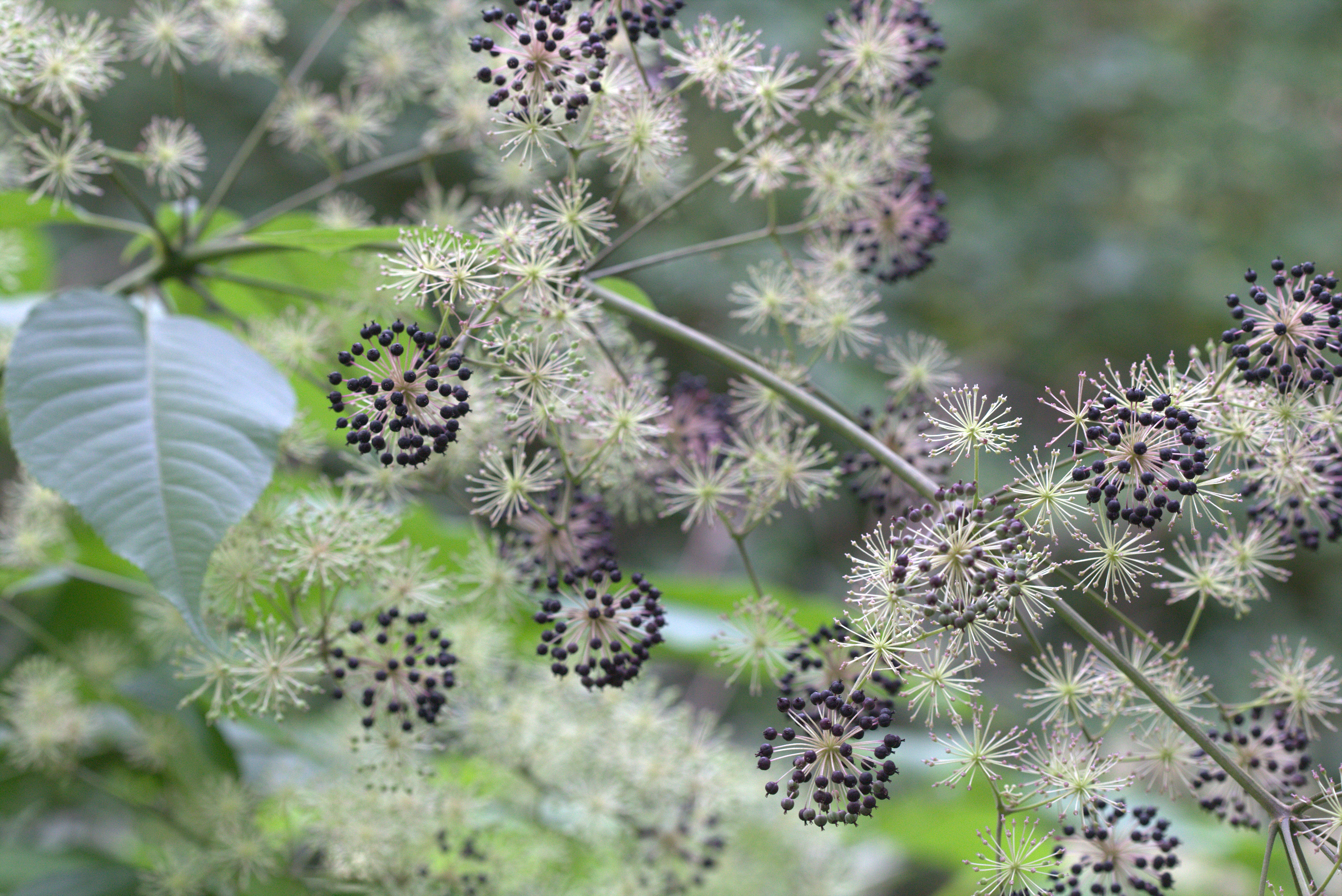